# 18698 Racharles
18698 Racharles este un asteroid din centura principală de asteroizi.

## Descriere
18698 Racharles este un asteroid din centura principală de asteroizi. A fost descoperit pe 20 aprilie 1998 la Socorro, New Mexico, în cadrul proiectului LINEAR. Asteroidul prezintă o orbită caracterizată de o semiaxă mare de 2,42 ua, o excentricitate de 0,10 și o înclinație de 3,0° în raport cu ecliptica.